# Jacques Le Berre
Jacques Le Berre, né le 21 septembre 1937  à Elliant et mort le 2 décembre 2024 à Amiens,, est un judoka français.
Il fait ses débuts au judo à l'âge de quinze ans et est affilié à un club pour la première fois le 11 janvier 1953. Il est entraîneur national adjoint en octobre 1963. Il est cadre technique de 1963 à 2002. 
Il est cadre technique pendant 39 ans, étant notamment entraîneur national à l'âge de 26 ans à l'Institut national des sports à Vincennes.  
Il est sacré champion d'Europe en 1963, participe aux Jeux olympiques de Tokyo en 1964 avant de mettre un terme à la compétition en 1966.
Il est l'un des rares 9e Dan Français[réf. nécessaire].

## Grade et Palmarès
- Grade: Ceinture noire (Rouge) 9e dan.

### Championnats d'Europe de judo
- Championnats d'Europe de judo 1959 à Vienne (Autriche):
  -  Médaille d'argent en 1er dan
- Championnats d'Europe de judo 1960 à Amsterdam (Pays-Bas):
  -  Médaille d'argent en 1er dan
- Championnats d'Europe de judo 1963 à Genève (Suisse):
  -  Médaille d'or en catégorie des moins de 80 kg.
- Championnats d'Europe de judo 1965 à Madrid (Espagne):
  -  Médaille de bronze en catégorie des moins de 93 kg.

### Autres
- Champion de France Junior le 13 mars 1955.
- 2ème au championnat de France toutes catégories en 1959.
- 2ème au championnat de France moyen.
- Champion de France toutes catégories en 1963 et 1964
- Champion de France moyen en 1963.
- Champion de France mi lourd en 1965.
- 3e au championnat de France toutes catégories en 1966.